# Fuerza Naval de El Salvador
La Fuerza Naval de El Salvador è la componente navale delle forze armate dello Stato centroamericano di El Salvador.
Creata nel 1949 ed espansa negli anni della guerra civile di El Salvador con l'assistenza degli Stati Uniti d'America, la Marina salvadoregna rimase una forza molto piccola e negletta, dotata ancora oggi solo di un pugno di unità da impiego costiero e fluviale per il controllo delle acque territoriali nazionali, spesso oggetto di contrabbando e traffico di droga via mare.

## Storia

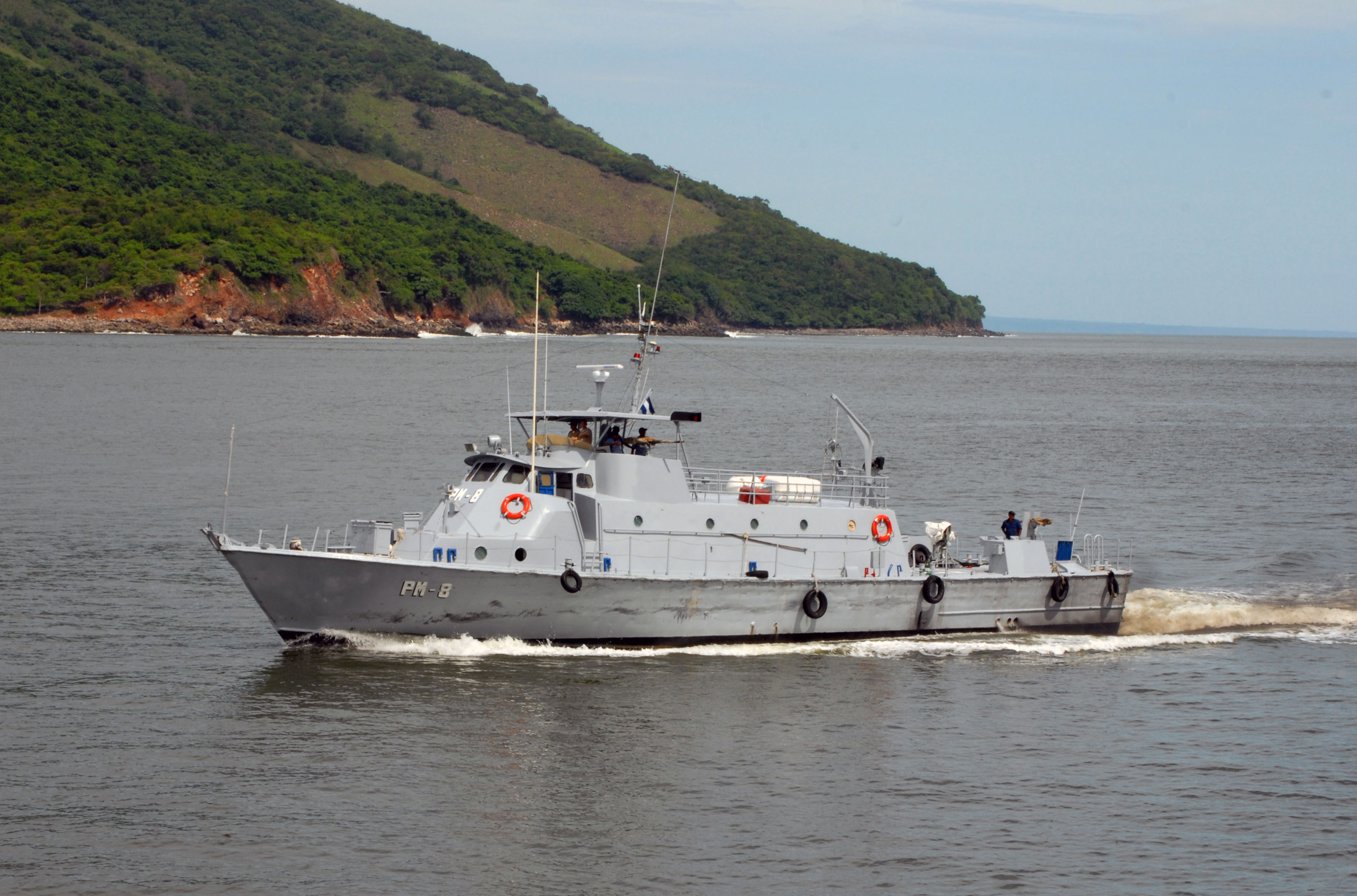
Un guardacoste classe Camcraft salvadoregno durante un'esercitazione nel 2010

Pienamente indipendente dal 1841 dopo la dissoluzione della Repubblica Federale del Centro America, il neonato Stato di El Salvador venne a disporre di una linea costiera affacciata sull'oceano Pacifico lunga 307 chilometri, ma le locali forze armate dedicarono inizialmente scarsissimo interesse a costituire una marina militare permanente: per diversi decenni i militari salvadoregni si limitarono ad armare occasionalmente qualche guardacoste, piccole cannoniere o mercantili civili. La creazione di una stabile e professionale componente navale delle forze armate, designata come "Marina Nacional", venne formalmente decisa solo nel 1949, anche se fu necessario attendere il 1952 perché l'unità divenisse pienamente operativa: gli Stati Uniti d'America e la Francia fornirono supporto tecnico e addestramento ai primi 50 effettivi della forza, i quali andarono ad equipaggiare un paio di motovedette di costruzione statunitense, integrate poi ad altre due unità simili di origine britannica acquistate nel 1959.
Il crescere negli anni 1970 della tensione interna tra i governi in carica (una sequela di giunte militari dittatoriali succedutesi a seguito di vari colpi di Stato) e le forze di opposizione di sinistra sfociò poi, nel 1979, nello scoppio della violenta guerra civile di El Salvador, proseguita fino alla stipula di un accordo di pace nel 1992 e al ripristino di un regime democratico. Negli anni della guerra civile le forze armate salvadoregne furono notevolmente rafforzate per fronteggiare i gruppi guerriglieri, ricevendo equipaggiamenti e sostegno da parte degli Stati Uniti; anche le forze navali furono interessate da questi programmi di potenziamento, espandendo tanto gli organici quanto la linea del naviglio in uso. Dopo aver consegnato già nel 1975 alla Marina salvadoregna tre guardacoste classe Camcraft da 100 tonnellate di dislocamento, tra il 1984 e il 1989 gli Stati Uniti fornirono due motovedette e 26 motolance da impiego fluviale, oltre a un rimorchiatore; con l'assistenza dello United States Marine Corps, nel 1985 la Marina Nacional attivò un proprio contingente di fanteria di marina (Batallón de Infantería de Marina "12 de Octubre"), specializzato nelle operazioni di controguerriglia in ambiente fluviale e sostenuto da una piccola componente anfibia comprendente tre mezzi da sbarco tipo LCM ceduti di seconda mano dalla United States Navy.

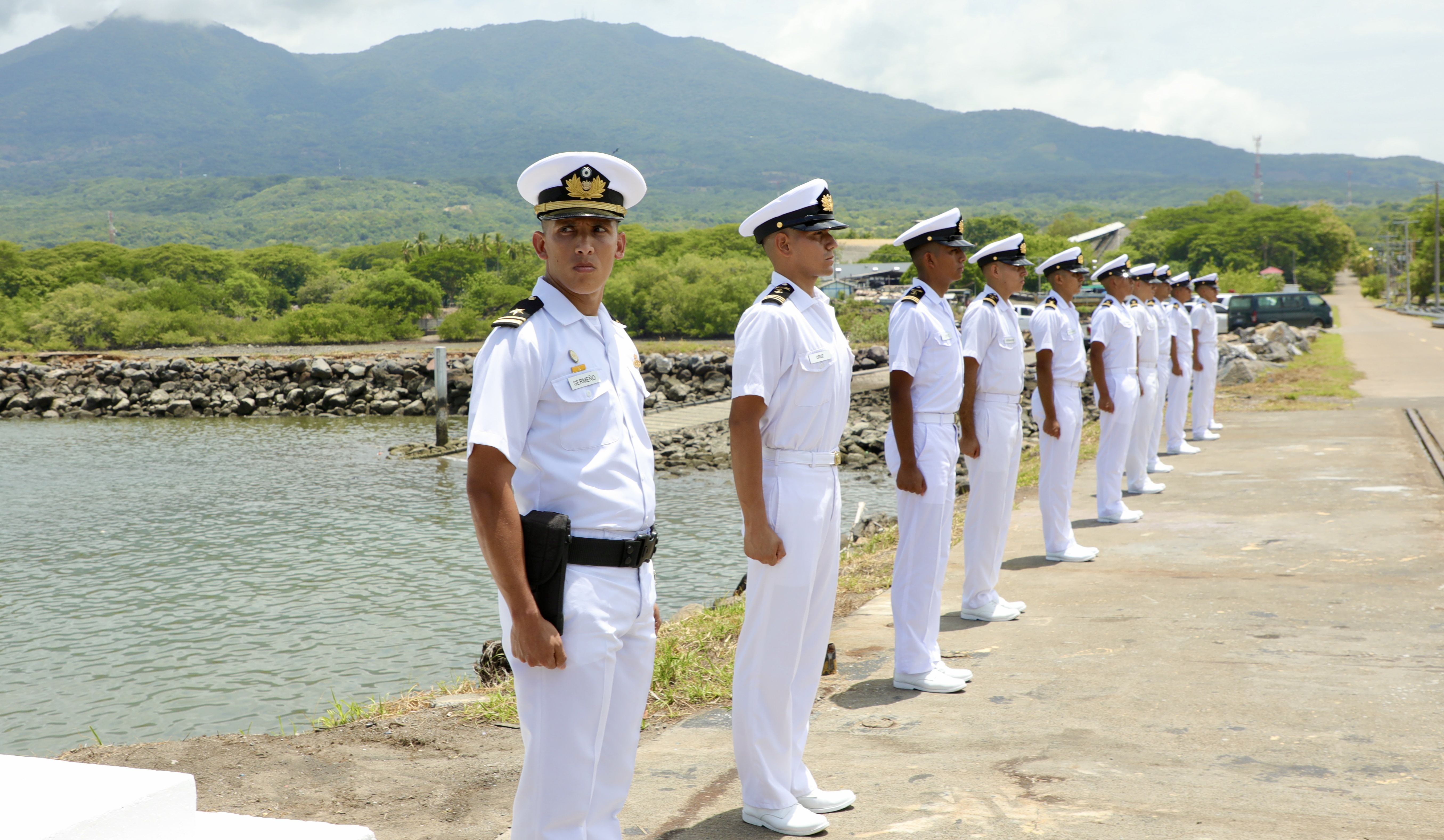
Marinai salvadoregni pronti per un'ispezione nella base di La Unión in una foto del 2023

Alla fine della guerra nel 1992 la Marina Nacional salvadoregna metteva in campo circa 2200 effettivi; gli accordi di pace previdero la smobilitazione dell'apparato militare salvadoregno e la sua sostituzione con forze armate più piccole e professionali: la marina militare, ribattezzata dal 1994 come Fuerza Naval de El Salvador, scese quindi a circa 700 effettivi e 1000 riservisti. La linea del naviglio rimase fondamentalmente quella dell'epoca precedente (salvo dover registrare la perdita di alcune motovedette e di un mezzo da sbarco, principalmente a causa di uragani), e le nuove acquisizioni si limitano a un pattugliatore classe Balsam da 1040 tonnellate, una vecchia unità ex United States Coast Guard acquistata da El Salvador nel 2002 ma radiata già nel 2012, un pattugliatore classe Point statunitense di seconda mano, alcune motolance e cinque mezzi da sbarco tipo LCM.

## Struttura
Con quartier generale presso la Base Naval de La Unión a San Salvador, la Fuerza Naval de El Salvador ha una struttura territoriale articolata su quattro capitanerie di porto e una struttura organica con un comando addestrativo, un comando anfibio controllate il reparto di fanteria di marina e un comando di flotta controllante le unità da pattugliamento; quest'ultimo si divide in due task force denominate "Nettuno" e "Tridente".